# Drums Of The Islands
Drums Of The Islands (Lit. "Los tambores de las islas")  es una canción de 12 versos de estilo tradicional hawaiano grabada y popularizada por Elvis Presley para su película Paradise, Hawaiian Style. Fue compuesta por la dupla de compositores Sid Tepper y Roy C. Bennett los cuales ya habían trabajado para Elvis en la composición de gran parte del material de la exitosa banda sonora de Blue Hawaii, con la colaboración de los músicos del Polynesian Cultural Center para la versión fílmica exclusivamente.. Durante la escena del film donde se desenvuelve el tema, Elvis vuela en helicóptero y se muestra una gran escena panorámica del Polynesian Cultural Center en Laie, Hawaii con un gran número de músicos y bailarinas de hula en un despliegue coreográfico pintoresco, donde el helicóptero finalmente aterriza y Presley desciende comenzando a cantar los versos de la canción luego de que los isleños le den el clásico saludo Aloha.  
Drums Of The Islands tuvo diversas ediciones además de ser uno de los temas conceptuales del álbum Paradise, Hawaiian Style,y fue editado por RCA en diferentes países incluso como EP con temas de la película. 

## Grabación
Elvis grabó Drums Of The Islands en agosto de 1965, un mes después que lo hicieran el resto de los músicos que lo acompañaron en el próximo álbum, en los estudios Radio Recorders de Hollywood, California. Junto a la voz de Presley, que sentía una gran admiración por la cultura de Hawaii, son notorios los arreglos de percusión, la participación de Bernal Lewis en la steel guitar y los coros del grupo The Mello Men. 

## Letra
La canción consiste de dos cortas estrofas con un total de 12 versos sin estribillo. En dichos versos el tema de características poéticas describe con abundantes metáforas y idílicos romanticismos, lo hondo que ha impactado la música de las islas hawaianas en el narrador, al punto de que lleva a cada lado donde se dirige, aquellos tambores de las islas percutiendo en su corazón. A su vez ese sentimiento lo lleva a no olvidar jamás esas playas coralinas y siente que los tambores lo llaman para que regrese, y aún a pesar de que pudiese encontrarse lejos de allí, él deja en claro que ama cada una de sus colinas, cada grano de arena, las flores, las flores y la música de las islas y así será por siempre. 
Drums of the islands I hear you calling me 
And I'll return forever yours
I love each valley each grain of sand each hill
The flowers the music of the isles
These are the things I love and always will

Though I may roam ten thousand miles 

## Ediciones
- Paradise, Hawaiian Style (álbum) RCA 1966 (USA)
- Elvis - Scratch My Back - EP RCA 1966 (Australia)[4]
- Elvis Presley – Frankie And Johnny And Paradise, Hawaiian Style RCA 1994 (USA) [6]
- Elvis Presley – Frankie And Johnny And Paradise, Hawaiian Style RCA 1994 (Europa) [7]
- Paradise Hawaiian Style - Drums Of The Islands 2017 (Europa) [8]

## Otras interpretaciones
El grupo musical Kapena, una banda de música hawaiiana con más de 40 años de trayectoria, realizó una versión de Drums Of The Islands en idioma nativo, para su álbum "Future Frontiers". También la agrupación The Makaha Songs tuvo su interpretación del tema, en una versión acústica y con gran despliegue de voces. 